# Казапе
Каза̀пе (на италиански: Casape) е село и община в Централна Италия, провинция Рим, регион Лацио. Разположено е на 475 m надморска височина. Населението на общината е 748 души (към 2010 г.).